# Bassigney
Bassigney é uma comuna francesa na região administrativa de Borgonha-Franco-Condado, no departamento de Alto Sona. Estende-se por uma área de 6,18 km². Em 2010 a comuna tinha 125 habitantes (densidade: 20,2 hab./km²).